# Tino Tracanna
(Giorgio Caproni, note di copertina del Cd Acrobats, Tino Tracanna, Abeat 2012)
Giustino Tracanna detto Tino (Livorno, 17 maggio 1956) è un sassofonista e musicista italiano, specializzato nella musica jazz.

## Biografia
Proveniente dalle esperienze di musica improvvisata presenti in Italia negli anni settanta, si è laureato in Discipline delle Arti, Musica e Spettacolo presso il DAMS di Bologna. Dal 1981 ai primi anni novanta è stato membro del gruppo di Franco D'Andrea (gruppo premiato come Migliore Gruppo dell'Anno dalla rivista Musica Jazz, 1986) col quale ha partecipato a numerosi festival jazz internazionali ed ha inciso, fra gli altri, i dischi "Live" e "No Idea of Time", rispettivamente miglior disco Musica Jazz 1984 e 1986.
Nel 1983 ha iniziato una lunga collaborazione, attiva ancora oggi, col quintetto di Paolo Fresu (miglior gruppo italiano Musica Jazz 1990 e 1991), gruppo con cui ha realizzato una grande quantità di tour e incisioni discografiche. Tra queste, "Live in Montpellier", miglior disco Musica Jazz 1990, "Night of The City", Melos, premio francese Django/migliore realizzazione discografica europea 1995 e 2001 e cinque Cd per l'etichetta Blue Note, ognuno contenente brani scritti da uno dei musicisti del quintetto, pubblicati per celebrare il ventennale del quintetto stesso.
Ha realizzato più di 100 incisioni discografiche come solista ospite o co-leader e numerosi Cd come leader tra cui Live 2005 e Un'Ora.
Tra le sue pubblicazioni discografiche recenti si segnalano in particolare Stylus Q col trombettista Giovanni Falzone, Punctus in duo col percussionista Pierre Favre e Acrobats in cui Tracanna, oggi uno dei più interessanti musicisti europei di jazz, raggiunge una efficace sintesi fra i vari elementi della sua poetica personale sviluppata in più di trent'anni di attività artistica: una grande attenzione al timbro, specie del soprano, un fraseggio agile, cromatico e moderno, una notevole attitudine comunicativa, un approccio compositivo complesso, spesso metatonale, e la sempre presente radice legata alla libera improvvisazione, propria anche dei suoi attuali collaboratori.
Nel 2013 ha iniziato una col quartetto Inside Jazz Quartet (con Massimo Colombo, Attilio Zanchi e Tommaso Bradascio), gruppo che si prefigge di abolire il tradizionale concetto di leader e siderman e favorisce il contributo dei singoli membri del gruppo in modo equiparato.
In collaborazione con Massimiliano Milesi ha fondato nel 2015 il quartetto Double Cut.
Attualmente è docente di ruolo e Coordinatore dei corsi jazz presso il Conservatorio (AFAM) Verdi di Milano. È stato docente nei seminari jazzistici di Nuoro fino al 2014.
Ha collaborato con Inoki, Franco D'Andrea, Paolo Fresu, Dave Liebman, M. Dietrich, G. Ferris, Barry Altschul, M. Helias, J. Knepper, Tomasz Stańko, Giorgio Gaslini, Andrea Pellegrini, Maria Pia De Vito, John Tchicay, Garrison Fewell, S. Gervasoni, Gianluigi Trovesi, Roberto Cipelli, Mauro Grossi, Attilio Zanchi, Ettore IFioravanti, Gianni Cazzola, Daniele Cavallanti, Pino Minafra, Bruno Tommaso, C. Bagnoli, Sante Palumbo, Enrico Rava, Roberto Gatto, Muhal R. Abrams, Gianni Basso, Danilo Rea, Roberto Cecchetto, Tony Pancella, Augusto Mancinelli, Giovanni Tommaso, Achille Succi, Steve La Spina, George Cables, Jeff Williams, Giovanni Falzone, Andrea Andreoli, Dave Douglas, Pierre Favre, Steve Lacy.

## Discografia

### Leader
- 2016 Double Cut (Tino Tracanna - Massimiliano Milesi - Giulio Corini - Filippo Sala)  UR Records[3]
- 2016 Red Basics (Acrobats: con Mauro Ottolini, Roberto Cecchetto, Paolino Dalla Porta, Antonio Fusco)  Parco della Musica
- 2013 Drops (Tracanna - Bonnot - Cecchetto)  Bonnot
- 2012 Acrobats (con Mauro Ottolini, Roberto Cecchetto, Paolino Dalla Porta, Antonio Fusco)  Abeat Records AB JZ 112
- 2010 Un'Ora, (Tino Tracanna Quartet)  Double Stroke records
- 2007 Stylus Q., con Giovanni Falzone (Abeat)
- 2005 Passi Leggeri - L. Martinale T. Tracanna, Radio (SNJ)
- 2005 Quartet live 2005 (Splasch)
- 2003, Big Chief Dreaming – J.Tchicai, G.Fewell, T.Tracanna, M.Manzi, P.Dalla Porta (Black Saint)
- 2002 La forma delle cose - Tino Tracanna (Splasch)
- 2000 Punctus – duo con P. Favre (Splasch)[4]
- 1999 Gesualdo - Tino Tracanna Sextet and Modern Ensemble (Splasch)[5]
- 1999 Nudes - duo con P. Dalla Porta (Splasch)
- 1997 Quartetto - Tino Tracanna Quartet (Splasch)
- 1997 Reza Trio - Reza Trio (AJP)
- 1995 Affinità Elettive - Quartetto + Orchestra da Camera di Pavia (Modern Times)
- 1993 Games - con Colombo, Naco (Modern Times)
- 1993 Arcadia - Tino Tracanna Quartet (Modern Times)[6]
- 1990 292 - Tino Tracanna Sextet (Splasch)
- 1988 Mr. Frankestein Blues - Tino Tracanna Sextet (Splasch)

### Con il Quintetto di Paolo Fresu
- 1985 P. Fresu Quintet OSTINATO Splasch rec. H106.2
- 1986 P. Fresu Quintet & D. Liebman INNER VOICES Splasch rec. H110.2
- 1986 P. Fresu Quintet MAMUT Splasch rec. H127.2
- 1988 P. Fresu Quintet QUARTO Splasch rec. H160.2
- 1989 Vari TOP JAZZ FROM ITALY JVP Music 3018
- 1990 P. Fresu Quintet LIVE IN MONTPELLIER Splasch rec. H301.2
- 1991 P. Fresu Quintet OSSI DI SEPPIA Splasch rec. H350.2
- 1991 Minguell - Vicinelli - Fresu  MAJAKOVSKIJ , IL XIII° APOSTOLO  Lab 2029 001
- 1991 P. Fresu Quintet BALLADS Splasch rec. H366.2
- 1992 P. Fresu Quintet LIVE IN LUGANO Blu Jazz BJ027
- 1994 P. Fresu Sextet ENSALADA MISTICA Splasch rec. H415.2
- 1994 Vari per Fossati  I DISERTORI  Columbia 477700 2
- 1995 P. Fresu Quintet NIGHT ON THE CITY OWL Paris 081.832999 2
- 1995 Vari  ONYX JAZZ CLUB 85/95  CD Onyx MJ 002
- 1995 Vari JAZZ SAMPLER - The Blue Note 1995 EMI 1795692
- 1996 Orchestra Utopia + sextet  6 X 30, anche i numeri danno poesia Onyx004
- 1996 Vari  ITALIAN JAZZ TODAY  MJCD 1107
- 1997 P. Fresu Sextet WANDERLUST BMG France
- 1997 Ornella Vanoni ARGILLA CGD
- 1998 Tiziana Ghiglioni SONGBOOK - ISEO JAZZ '97 Lion 116-2
- 1998 vari A FLEUR DE JAZZ FESTIVAL vol. 4 PFDP04
- 1998 Fresu Quintet LIMITED EDITION Planete
- 1999 Paolo Fresu  BERCHIDDA - THE ITALIAN YEARS  HMCD65*2/3001 819
- 2000 Paolo Fresu MELOS BMG France
- 2002 Paolo Fresu HERE BE CHANGES MADè MJCD 1148
- 2004 Fresu Quintet LIVE IN STUDIO - MI 6-12-2001 Jazz-it
- 2005 Fresu Quintet KOSMOPOLITES Blue Note
- 2005 Fresu Quintet ALL'INCROCIO DEI VENTI Onyx
- 2005 Fresu Quintet P.A.R.T.E. Blue Note
- 2006 Fresu Quintet INCANTAMENTO Blue Note
- 2006 Fresu Quintet BLUE NOTE FESTIVAL 2006 Blue Note
- 2006 Fresu Quintet THINKING Blue Note
- 2007 - Rosso, Verde, Giallo e Blu, Blue Note
- 2007 Fresu Quintet A STORY OF JAZZ CD2 BALLADS Blue Note
- 2007 Fresu Quintet THE BEST OF B. N. AT UMBRIA JAZZ EMI
- 2008 vari LE FRESIADI TJ0082010
- 2010 Fresu Quintet Crittograph, Collana Espresso
- 2010 Fresu Quintet 7/8, EMI
- 2010 Fresu Quintet Songlines/Night & Blue, Tuk Music
- 2014 - Jazzy Christmas

### Con il Quartetto di Franco D'Andrea
- 1982 Made in Italy Franco D'Andrea Quartet (Red Records)
- 1984 No Idea of Time Franco D'Andrea Quartet (Red Records)
- 1987 My Shuffle Franco D'Andrea Quartet (Red Records)
- 1993 Flavours Franco D'Andrea Septet (Pentaflowers)

### Con il Quintetto di Livorno di Andrea Pellegrini
- 2014 Modigliani - Il tratto, l'Africa e perdersi (Erasmo Edizioni - Il Poderino Recording Studio). Allegato al libro di Andrea Pellegrini Mirabolanti avventure di un jazzista, Erasmo Edizioni, Livorno 2014. ISBN 978-88-98598-13-7. Con Tony Cattano, Andrea Pellegrini, Nino Pellegrini, Michele Vannucci, Bianca Barsanti.
- 2008 Progetto Macchiaioli. NJI Nuovo Jazz Italiano. Con Dimitri Grechi Espinoza, Andrea Pellegrini, Nino Pellegrini, Riccardo Jenna.

### Con il quartetto Inside Jazz Quartet
- 2013 Portraits ABEAT rec. AB JZ526

### Collaborazioni
- 2010 Intergalactic Arena Bonnot Mouseman
- 2009 Darwinsuite Ferdinando Faraò, Dodicilune
- 2009 Three Words Crossover jazz Trio Panastudio Production
- 2008 Helios Alessandro Altarocca Quartet JDigital
- 2008 Come Se I Pesci Roberto Demo Abeat
- 2007 Increìble Adelita Ramos Tempera Records
- 2006 Vibration Gruppo Triad Zapted
- 2006 Formidabile Foe President Breakfast Bill Langton Label
- 2005 R-Evolution Suite Giovanni Falzone Contemporary Orchestra Black Saint
- 2005 Suite For Bird Giovanni Falzone Black Saint
- 2004 Black Out Aldo Bucci Quintet Spasc(h)
- 2004 Chiaroscuro Filippo Castellazzi Double Stroke Record
- 2004 So Long Flores Tiziana Ghiglioni Splasc(h)
- 2003 Più Belcanto di Ettore Fioravanti Spasc(h)
- 2003 Oi Dia Logoi Roberto Favilla Spasc(h)
- 2002 Jazz Punto it Jazz Punto It Orchestra di Giuseppe Emmanuele Splasc(h)
- 2002 III C President Breakfast DiscLexia
- 2001 Music For Five Giovanni Falzone Quintet Splas (h) Records
- 2001 Missa Alfredo Impullitti (Soul Note)
- 2000 La Musica Rubata Belcanto di E. Fioravanti + Banda di Montescaglioso
- 2000 Florilegio Belcanto di Ettore Fioravanti Spas(h)
- 2001 City Of Dreams Garrison Fewell Quintet Splasc(h)
- 2001 Something More Somethinglikeatrio Altrisuoni
- 2001 Duets Marcello Sebastiani Lush Tales
- 2000 Different Stories Tony Pancella (Yvp Music)
- 1999 Entao Estao P. Vitale Musical Team
- 1997 Il suono Elegante Massimo Colombo Simphonia Sim
- 1997 Reza Trio Reza Trio AJP
- 1996 Passino Alberto Nacci Splasc(h) Records
- 1996 Synthesis Aldo Bucci (Splasc(h) Records)
- 1996 Free Flow Enrico Colombo (Roots)
- 1996 Jelly's Back in Town Ensemble Mobile feat. Giorgio Gaslini (DDQ)
- 1995 Doppio Sogno Emilio Galante 1995
- 1995 Naco The Great Naco Orchestra Soleluna
- 1994 Blue Traks Silvia Infascelli CDPM Lyon Records
- 1994 Francis Drake Fabio Turchetti Incontronotte Records
- 1994 Bandit Big Band-it Splas(h)
- 1994 Relazioni E Rapporti Massimo Colombo Modern Times
- 1996 Passing Alberto Nacci Splasc(h)
- 1996 Synthesis Aldo Bucci Quintet Splas(h)
- 1995 Sinfono Saverio Tasca (Modern Times)
- 1995 Market Square Roberto Cipelli (Splasc(h) Records)
- 1995 Relazioni e Rapporti Massimo Colombo (Modern Times)
- 1993 Evening Standards Jazz Chromatic Ensemble (JCH)
- 1989 Hit the Best Maria Pia de Vito (Phrases)
- 1988 Coriandoli Tiziana Simona/R.Bianchi (Splasc(h) Records)
- 1987 Moona More Roberto Cipelli (Splasc(h) Records)
- 1987 Early Spring Attilio Zanchi (Splasc(h) Records)
- 1986 Gomma Arabica Arp Quintet (Splasc(h) Records)
- 1986 Inner Voices Paolo Fresu Quintet feat. D.Liebman (Splasc(h) Records
- 1984 Tango In Arp Quintet (Bull Records)
- 1978 L'altra Bergamo Ziggurat (Red Records)